# San Lorenzo Queréndaro
San Lorenzo Queréndaro är en ort i Mexiko.   Den ligger i kommunen Irimbo och delstaten Michoacán de Ocampo, i den södra delen av landet, 140 km väster om huvudstaden Mexico City. San Lorenzo Queréndaro ligger 1 949 meter över havet och antalet invånare är 2 537.
Terrängen runt San Lorenzo Queréndaro är huvudsakligen kuperad, men åt sydväst är den bergig. San Lorenzo Queréndaro ligger nere i en dal. Runt San Lorenzo Queréndaro är det ganska tätbefolkat, med 93 invånare per kvadratkilometer. Närmaste större samhälle är Ciudad Hidalgo, 7,7 km väster om San Lorenzo Queréndaro. I omgivningarna runt San Lorenzo Queréndaro växer huvudsakligen savannskog.